# Multieina

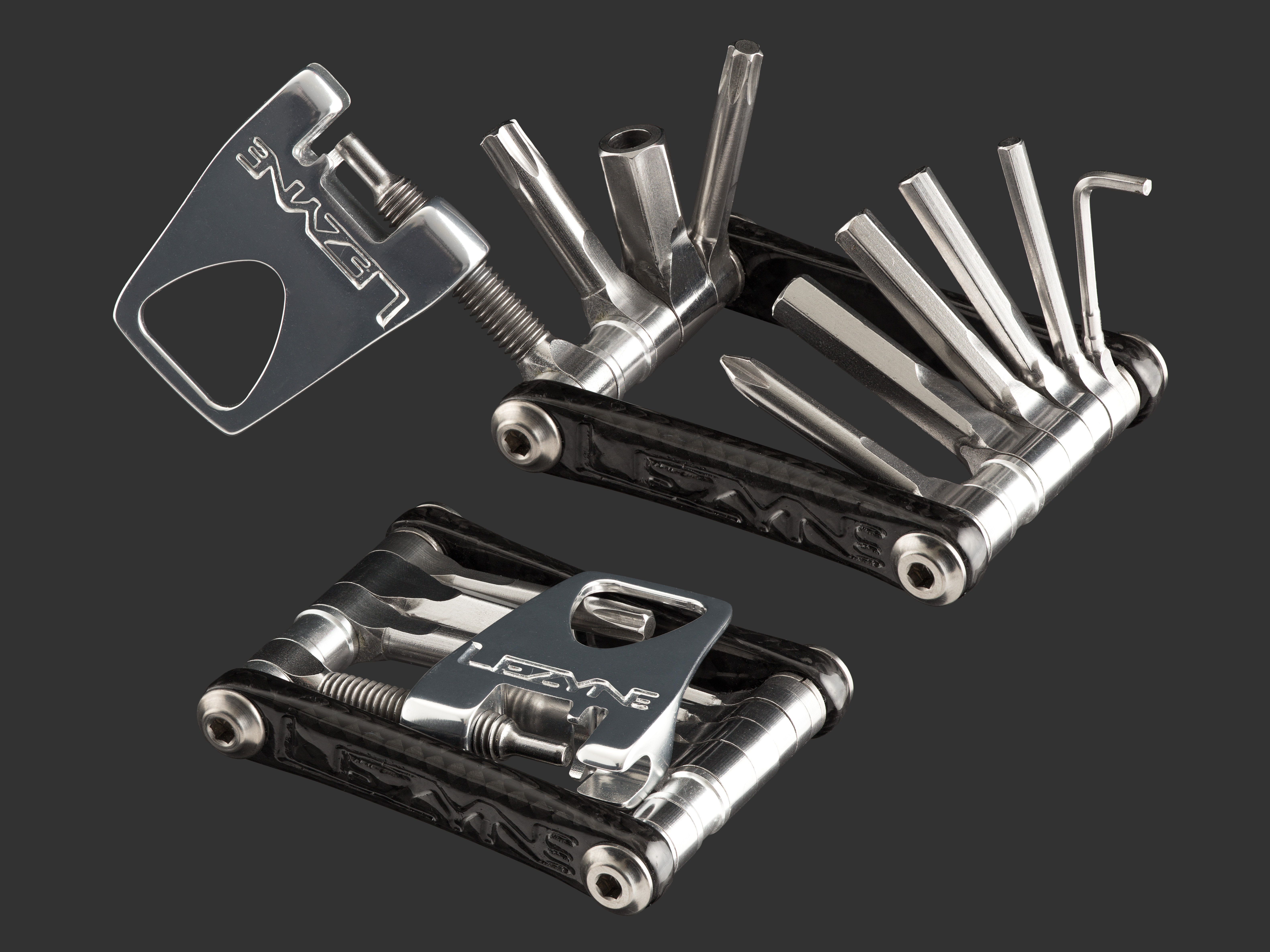
Eina multi-funcióper a bicicletes plegada (esquerra) i desplegada

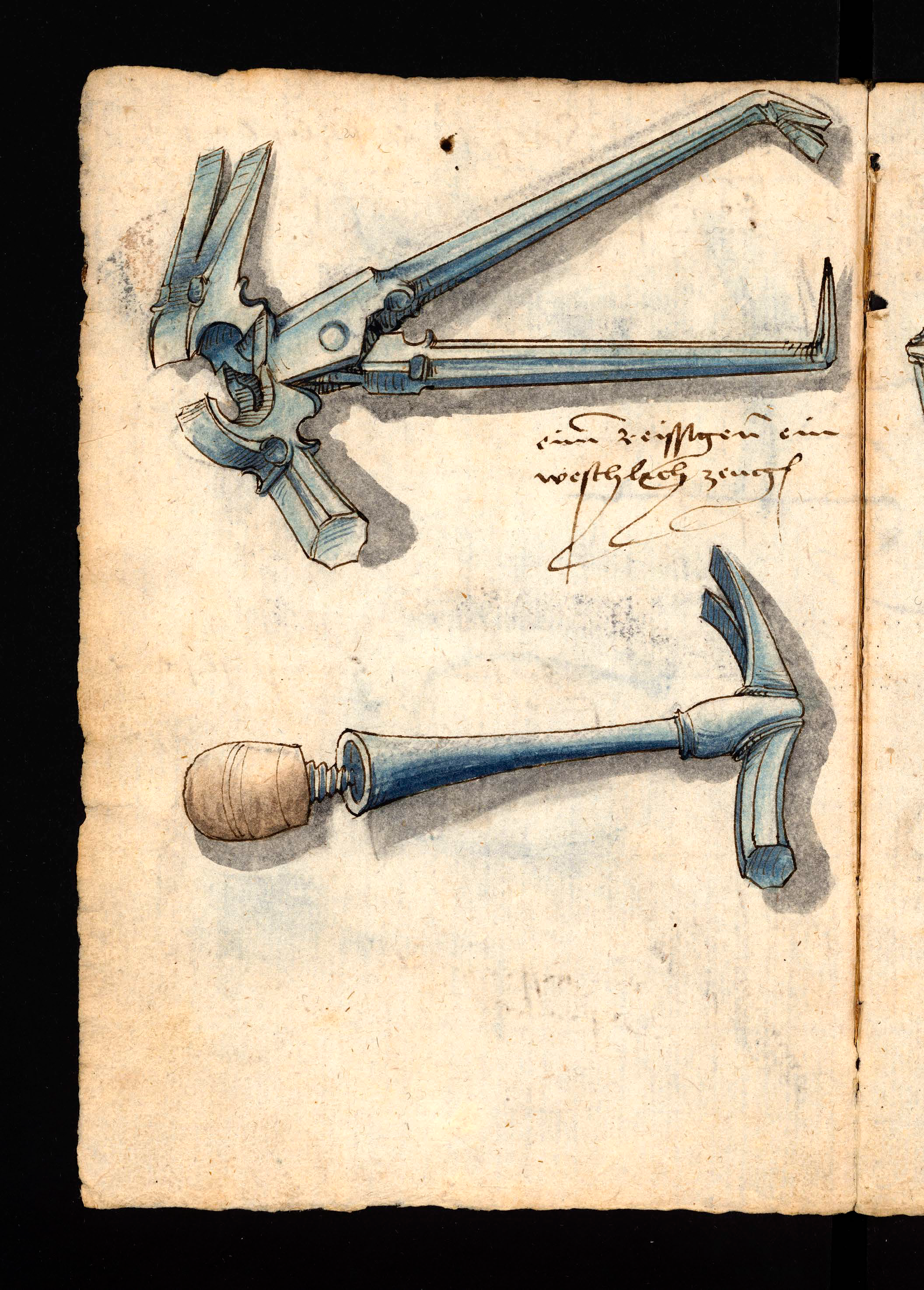
Dues eines múltiples del Codex Löffelholz, Nuremberg 1505

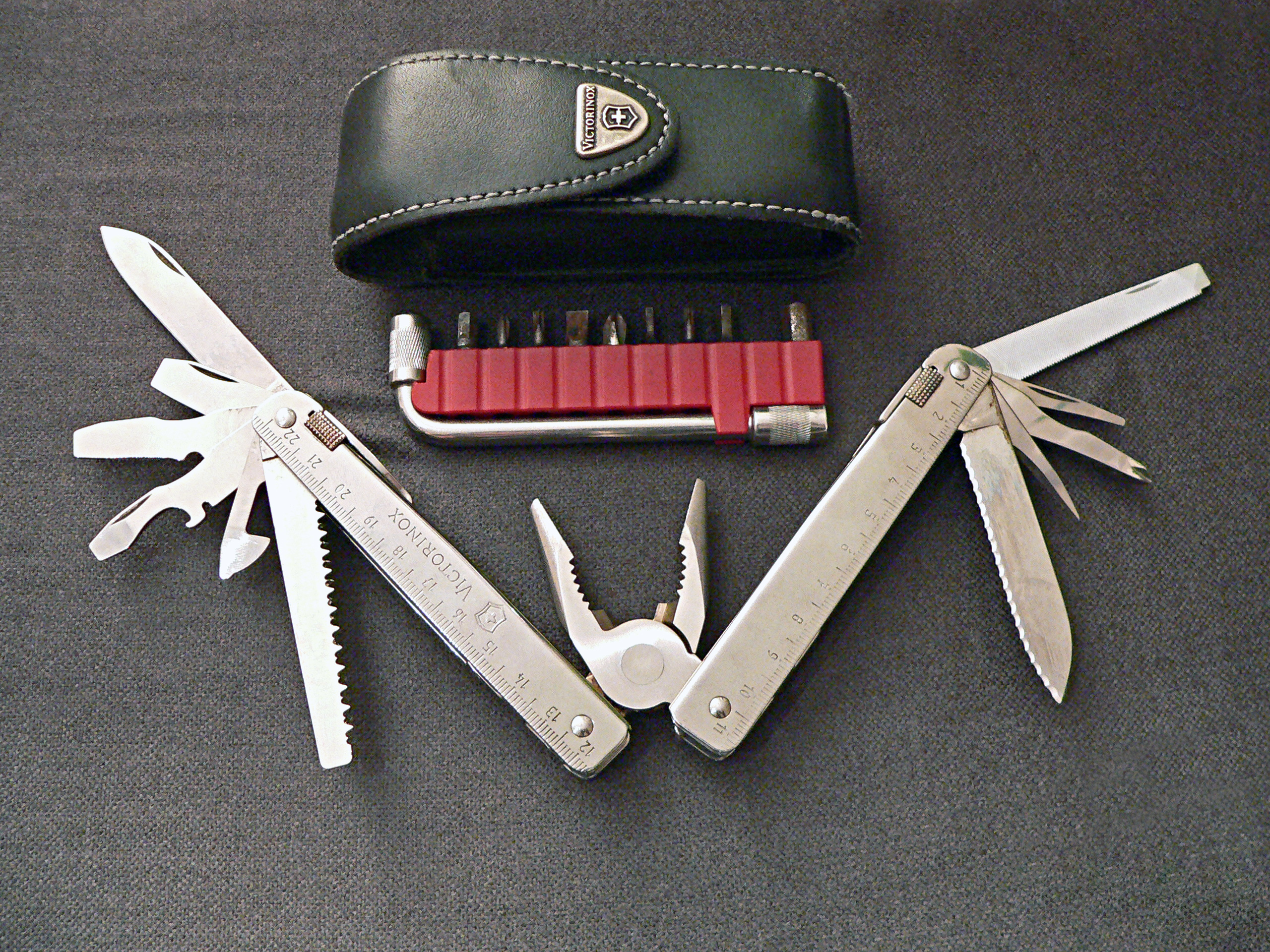
Eina suïssa Victorinox

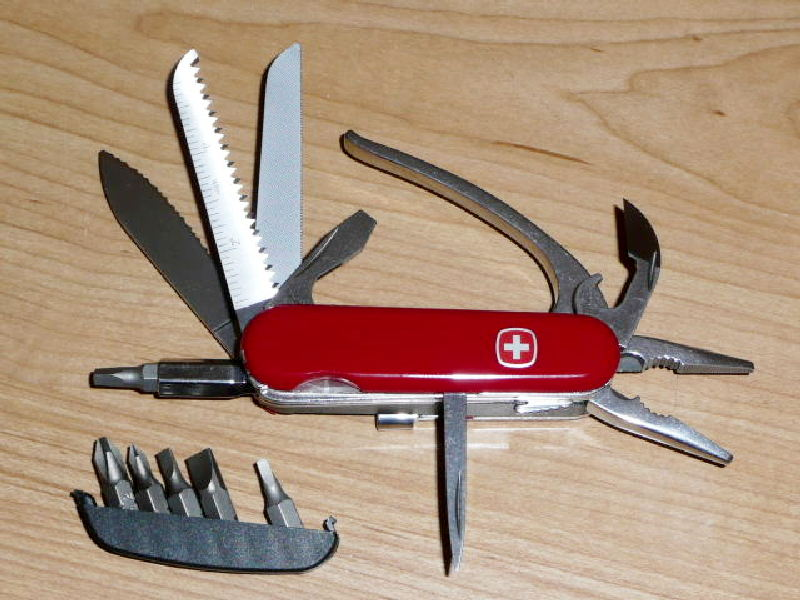
Wenger PocketGrip

Una multieina o eina multi-funció (anglès:multitool ) és una eina manual que combina diverses funcions individuals en una sola unitat. Les més petites són unitats de la mida d'una targeta de crèdit o d'una clau dissenyades per portar-les a la cartera o en un clauer, però d'altres estan dissenyades per portar-les a la butxaca dels pantalons o a una bossa de cinturó.

## Història
La idea d'incorporar una varietat d'eines en una sola unitat és molt antiga, i es remunta com a mínim a l'època romana mitjana. Molts d'aquests s'utilitzaven per menjar.

## Ganivets de butxaca
Entre els primers exemples contemporanis hi ha la navalla suïssa, tal com la subministrada pels fabricants Victorinox i Wenger . La versió real subministrada a l' exèrcit suís inclou una fulla de ganivet, un escariador, un obridor d'ampolles – un tornavís – un pelador de cables i un obridor de llaunes – un tornavís . A part de Victorinox i Wenger, molts altres fabricants ara fabriquen ganivets similars.
Altres versions poden incloure elements com una llima d'ungles, pinces, tisores plegables, un escuradents, una lupa, puntes de tornavís i altres. També hi ha versions que tenen eines especials per a esports específics o activitats a l'aire lliure com el golf, l'equitació, el tir, la caça o la pesca . Les versions destinades a ciclistes poden tenir una selecció de claus Allen (hexagonals), una selecció de claus angleses, tornavisos, una clau anglesa per a radis de bicicleta i una eina de cadenes .

## Eines multifuncionals plegables
El 1983, Tim Leatherman va vendre la seva primera " eina de supervivència de butxaca ", més gran i robusta que una eina basada en una navalla de butxaca, i que incorporava un joc d'alicates de punta fina en un mecanisme tipus navalla de papallona . Massa gran per a la majoria de butxaques, venia amb una bossa per al cinturó.

## Altres eines multifuncionals

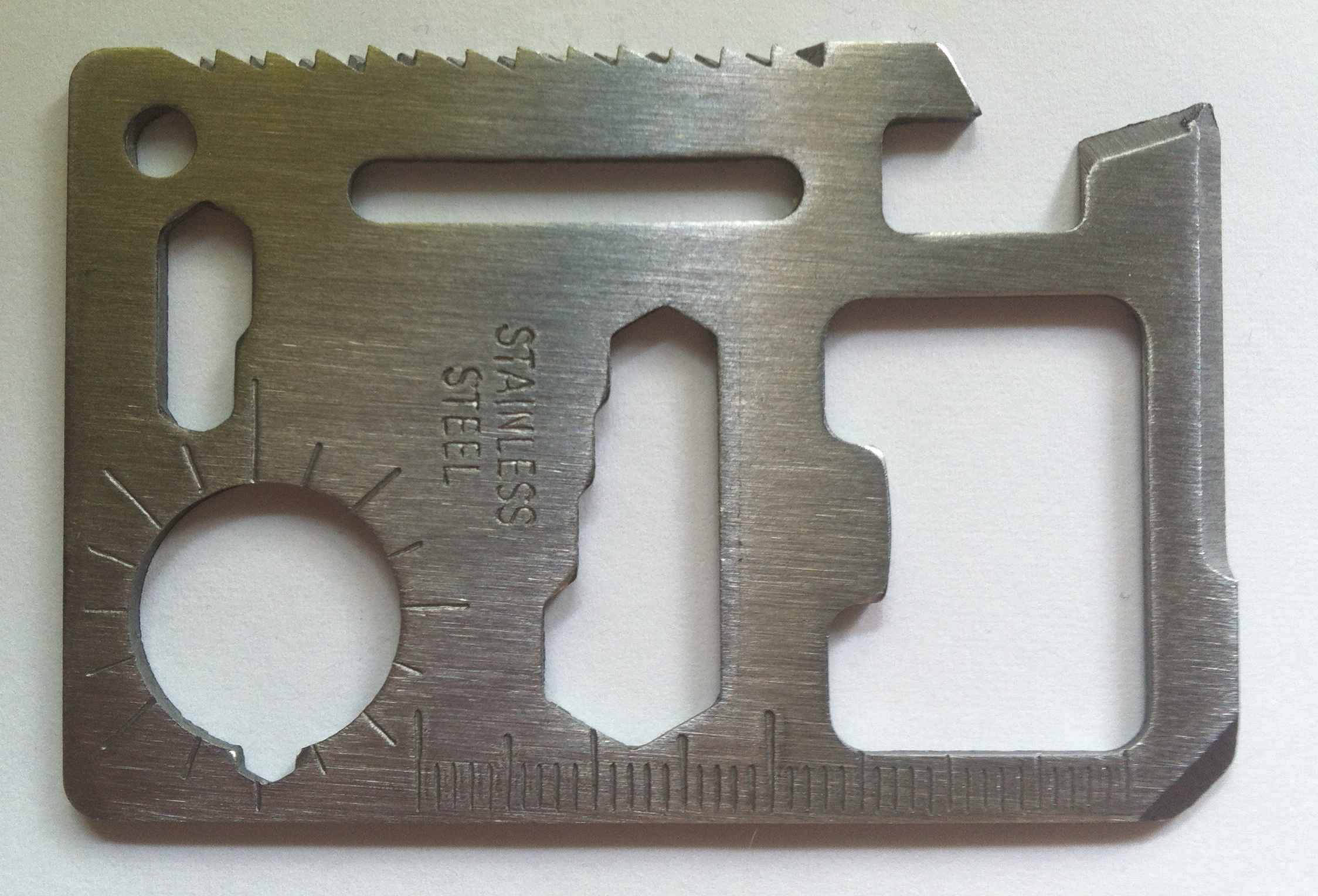
Targeta de supervivència

Altres tipus d'eina multi-funció hi ha un martell multi-funció, llum LED, encenedor, cinta mètrica i un assortiment de puntes de tornavís.
Les eines multi-funció poden estar especialitzades per al seu ús en determinades activitats. Els ciclistes poden portar una eina plegable amb puntes de tornavís o claus per permetre l'ajust dels elements de fixació de la bicicleta durant un trajecte o per reparar una cadena trencada. Per als pescadors esportius, una eina multi-funció especialitzada pot combinar funcions comunes com ara tallar línia de pescar, engarxar pesos, treure hams o obrir anelles dividides. Una eina multi-funció especialitzada es pot utilitzar per ajustar, netejar o reparar petites armes de foc en el camp d'ús. Des del 2007, els telèfons intel·ligents s'han convertit en una categoria popular d'eines multifuncionals.